# ヨコハマセブン
ヨコハマセブンは、神奈川県横浜市南区出身の兄:中川裕貴と弟:中川喜貴による兄弟デュオ歌手である。血液型は兄弟共にO型。レコード会社はVAP、芸能事務所はoffice NAKAGAWAに所属する。

## 経歴等
中川裕貴 (兄)
1975年3月23日生まれ。
横浜市立永田中学校を卒業後、武相高等学校に入学し、これを卒業。1994年4月、父親の経営する株式会社ヨコハマセブンに就職する。これを基に音楽活動を始めるきっかけとなる。
中川喜貴 (弟)
1976年11月17日生まれ。
横浜市立永田中学校を卒業後、横浜高等学校に入学し、これを卒業。1996年4月、父親の経営する株式会社ヨコハマセブンに就職する。これを基に音楽活動を始めるきっかけとなる。
「ヨコハマセブン」の名は、二人の父親（現在は事務所代表）がリーダーを務めていたヴォーカルグループ「中川あつしとヨコハマ・セブン」に由来する。
2004年に敏いとうとハッピー&ブルーのリーダー敏いとうが、ライブハウスヨコハマセブンに訪れた際、中川兄弟に「うちのメンバーにならないか？」とスカウト。それから敏いとうとハッピー＆ブルーのレギュラーボーカルとして、2007年末まで3年間、テレビ・ラジオ・全国コンサート・ディナーショーなどに参加していた。2006年5月24日に発売された、「湘南物語 C/W馬鹿な私」（コロムビアミュージックエンターテイメント）は、兄の中川裕貴がリードボーカルを務めている。2007年末で兄弟ともにハッピー＆ブルーを卒業し、2008年初めに作詞家の田中一男・歌手の逢川葵・VAPプロデューサー長谷川・作曲家の杉本眞人と出会い、同年9月26日にVAPよりメジャーデビューした。
2009年4月より『行くぞ！ヨコハマセブン・ミッドナイトミュージック』（毎週木曜24時〜）レギュラー出演アール・エフ・ラジオ日本に出演。

## 出演

### ラジオ
- 行くぞ！ヨコハマセブン・ミッドナイトミュージック　アール・エフ　ラジオ日本2009年4月〜